# 新田義興
新田義興（日语：／ Nitta Yoshioki，1331年—1358年11月11日）是日本南北朝時代武將，新田義貞次子。

## 生涯
建武4年或延元2年（1337年），義興響應奧州的北畠顯家在上野舉兵，其後在吉野謁見後醍醐天皇，並且元服。義貞戰死後，義興匿藏於越後。
觀應之亂爆發後，義興為了重奪鎌倉在上野與北條時行等人舉兵。其後正平一統破局，義興在正平7年或觀應3年（1352年）奉宗良親王之命與弟弟新田義宗和表兄脇屋義治舉兵，並且一度佔領鎌倉，後來遭到足利尊氏攻擊而撤退。
正平13年或延文3年（1358），尊氏死後約半年，義興趁機再次舉兵，攻向鎌倉。尊氏之子鎌倉公方足利基氏和關東管領畠山國清命竹澤右京亮和江戶高重前往迎擊。最初，右京亮將一位名為少將局的美女混入義興陣營，並且試圖暗殺其不果，其後高重拜托其侄子幫忙，兩人率領300騎兵在10月10日於多摩川的矢口渡暗殺義興主從13人，義興享年28歲，而按《太平記）記載，蒲田忠武亦有份參與這場暗殺。
其後，立功的高重和右京亮等前往基氏身處的入間川御陣，並且獲國清讚賞而賜地給他們。其後，江戶氏有族人如中邪般死去，當地居民認為是源於義興的怨靈作怪，便在東急多摩川線武藏新田站的新田，將義興視為新田大明神，建立新田神社。歌舞伎劇目「神靈矢口渡」就是按照這件事為背景。
義興出身自庶流，義貞亦疏遠。加上，義興在北畠顯家舉兵時與其同行，由於義貞曾經與顯家不和，義興此舉亦因而引起義貞不快。
正平7年或觀應3年（1352年），長樂寺向義興發出要求其停止狂暴行為的文書。另外，水野致秋署名的8通文書上的花押與長樂寺署名的文書類同，因此推測亦是發給義興的。